# Rohanové
Rohanové jsou bretaňský, respektive francouzský šlechtický rod, jehož jméno je odvozeno od Rohanu v Morbihanu. Za zakladatele tohoto rodu se považuje Alan I. z Rohanu, který začal používat titul vikomt z Rohanu (poprvé 1118 a později další členové získávají tituly hrabě a kníže z Rohanu). Postupem času se rod Rohanů rozštěpil na několik linií, některé odešly z Francie (po Velké francouzské revoluci) a dnes žijí i v Rakousku, Spojeném království atd.

## Historie

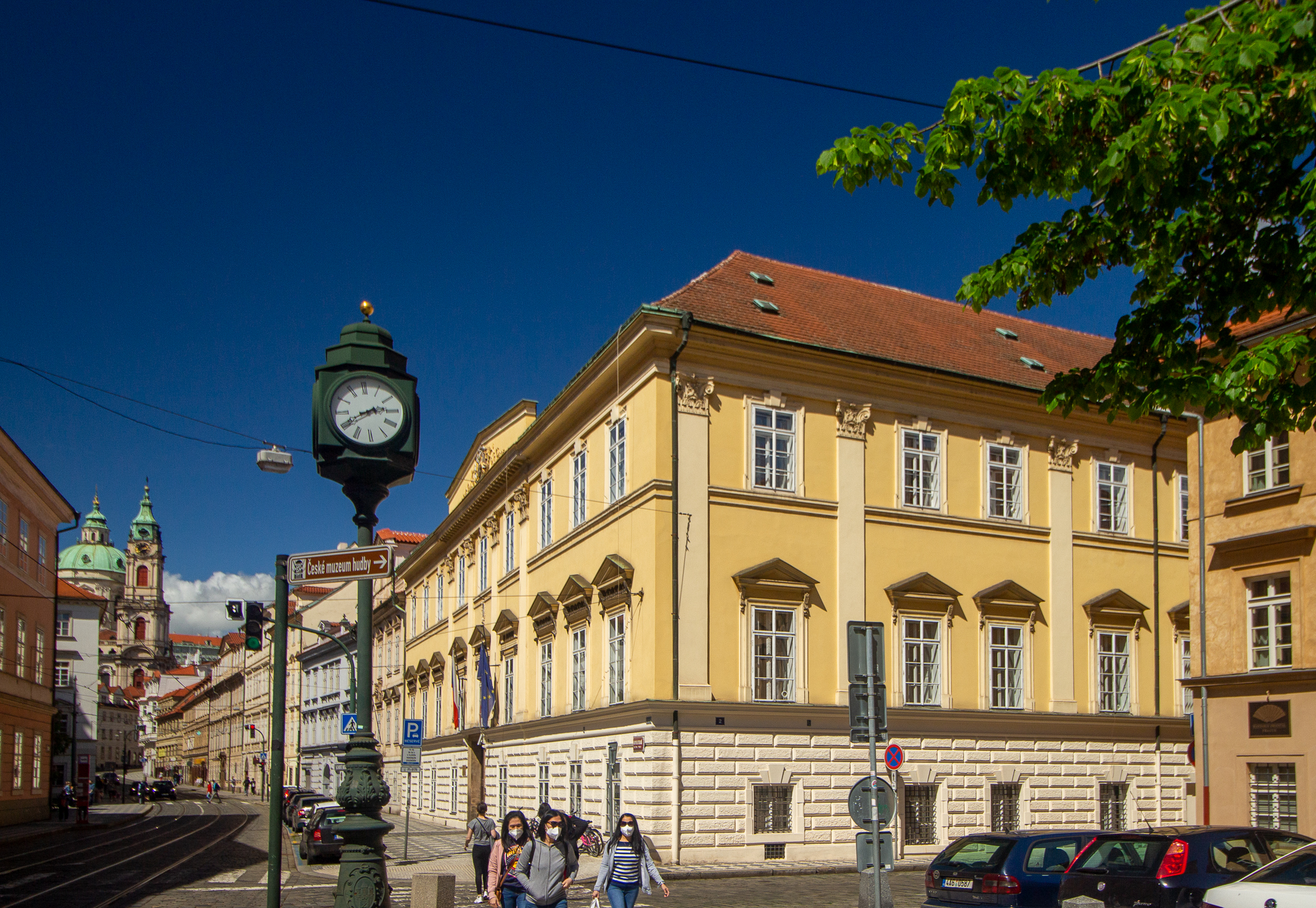
Rohanský palác v Karmelitské ulici v Praze

Rohanové se píší po malé vesnici z bretaňského Morbihanu (dnešní department). Alan I. jako syn Alana z Porhoëtu začal používat jméno Rohan po místě, kde se narodil. Svůj původ odvozují od mnoha vládnoucích rodů v Evropě, především pak v Bretani. Stávají se poměrně záhy po začlenění Bretaně do Francie významným rodem, který si upevňuje moc vytvářením přátel s nejmocnějšími rody Francie. Čtyři členové rodu se stali kardinály a Jindřich II. Rohan byl bratranec Jindřicha Navarského, vůdce hugenotů a pozdějšího francouzského krále. Rod se během času rozdělil na tyto větve:

### Rohan

Moderní erb rohanského rodu

První, kdo používal titul ve spojení s místním jménem Rohan (vikomt z Rohanu) je Alan I. v první polovině 12. století. Po vymření této hlavní větve v 16. století nakonec titul přešel na hlavu linie Rohan-Gié.

### Rohan-Gué-de-l'Isle
Větev, která vznikla ji roku 1270, vymřela roku 1530. Příslušníci se psali po Saint-Étienne-du-Gué-de-l'Isle v Côtes-d'Armor. Z této větve se oddělila větev Rohan-Polduc.

### Rohan-Poulduc
Nejvýznamnějším členem této větve byl Emmanuel de Rohan-Polduc, velmistr řádu maltézských rytířů (jím zároveň roku 1797 větev vymřela).

### Rohan-Guémené

Erb Rohanů, knížat de Guémené

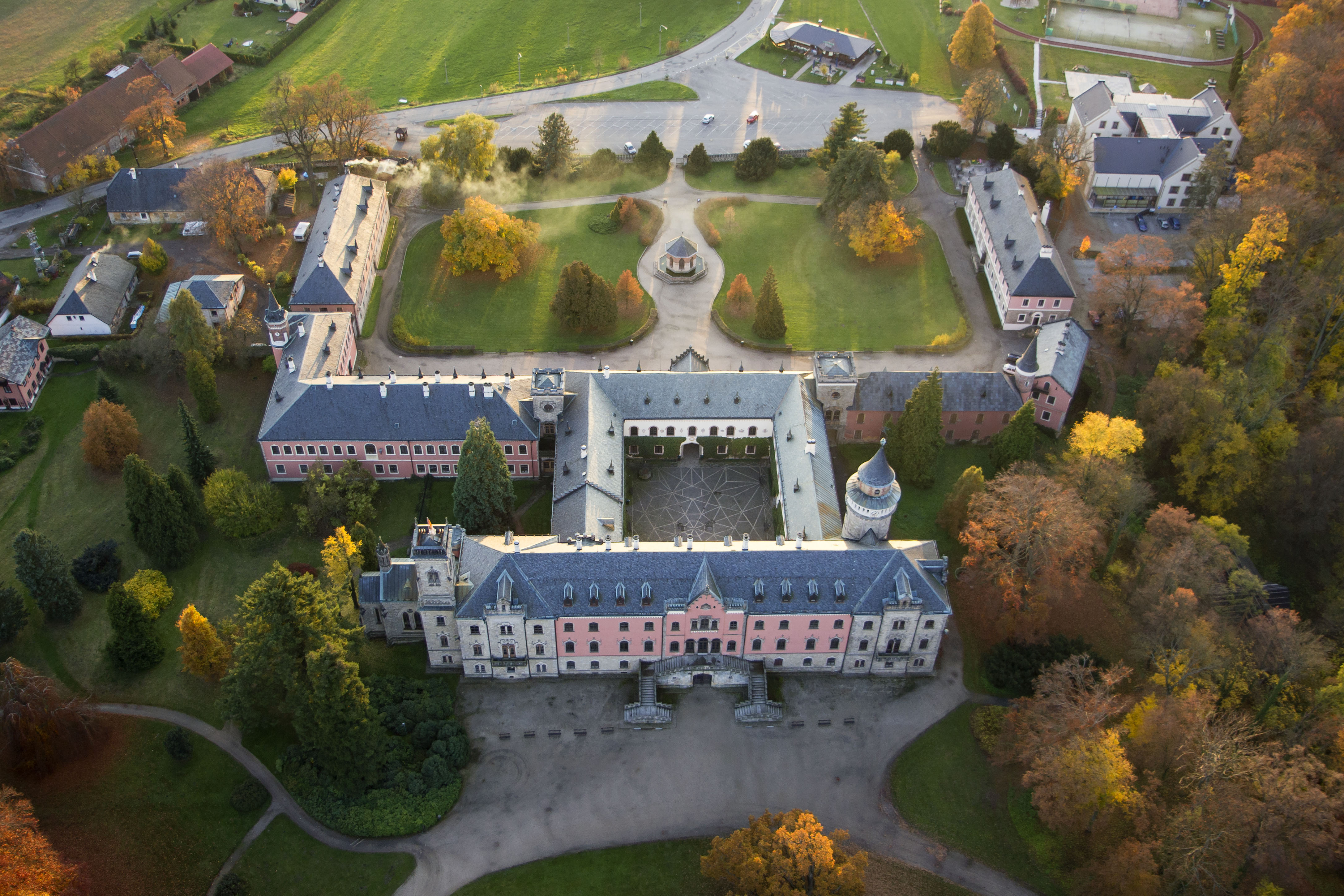
Zámek Sychrov

Větev založil Karel I., syn Jana I. a Johany, dcery navarrské královny Jany II. Karel začal na konci 14. století užívat titul pána z Guémené (Guémené-sur-Scorff, knížectví od roku 1570). Později byl pro Rohany-Guémené vytvořen vévodský titul de Montbazon (1588, poté zanikl a byl obnoven roku 1594) spojený se stavem francouzských pairů.
Z této větve pochází řada významných osobností, včetně kontroverzních, intrikánky Marie de Rohan, provdané vévodkyně de Luynes, nebo kardinála Rohana zapleteného do náhrdelníkové aféry.
V době francouzské revoluce Rohanové emigrovali a tato větev hrála důležitou roli v řadách royalistické kontrarevoluce (ve službách Velké Británie a Rakouska). V mezidobí našla větev Jindřicha Ludvíka azyl v Rakousku (v roce 1808 jim zde byl uznán titul knížete z Rohanu). Za Napoleonova císařství se někteří Rohanové smířili a navrátili se do Francie (ještě v roce 1808 bylo této větvi potvrzeno postavení hrabat císařství), nicméně hlava rodu Charles Alain se odmítl do Francie vrátit, načež byl roku 1809 ve Francii odsouzen k smrti.
Po restauraci Bourbonů došlo k normalizaci vztahů (bylo jim například obnoveno postavení pairů), nicméně ani poté se do Francie nevrátili, naopak si vybudovali venkovské sídlo v Čechách na Sychrově v roce 1820.
Na vídeňském kongresu bylo řešeno také bouillonské dědictví, které bylo roku 1824 vyřešeno přiznání titulu vévody de Bouillon pro hlavu rodu.

### Rohan-Gié
Větev, která se oddělila od větve Rohan-Guémenée v roce 1541 a píše se po obci Gyé-sur-Seine.
Po oddělení získali Léon (zprvu vikomství, od roku 1548 knížectví). Členové konvertovali ke kalvinismu a tato větev po dobu své existence hrála důležitou roli v podpoře hugenotů v Bretani. Největší význam dosáhla větev za Henriho II., kterému se podařilo povýšit na vévodu z Rohanu (1603), s titulem spojen stav pairů Francie. Pro Henriho bratra Benjamina byl vytvořen roku 1626 titul vévody de Frontenay. Bratry Henrim a Benjaminem vymřela větev po meči, Henriho dcera Marguerite si vzala Henriho Chabota a jejich dětem byly potvrzena většina výsad patřící jejich dědovi, vznikla tak rodina Rohan-Chabot (Rohanové vesměs neuznali její příslušnost mezi rohanské větve).

### Rohan-Soubise

Erb Rohan, seigneurs de Soubise

Větev, která se od větve Rohan-Guémenée oddělila v roce 1630, svoje jméno odlišila podle vlastnictví Soubise v Charente-Maritime (zprvu panství, od roku 1667 spojeno s knížecím titulem).
Ve větvi byl obnoven titul vévody de Frontenay, později roku 1714 přeměněn na vévoda Rohan-Rohan (pro odlišení od hlav rodu Rohan-Chabot, kterým byl potvrzen titul vévoda de Rohan, s vévodstvím Rohan-Rohan byl spojen s důstojenstvím paira Francie). Mezi nejvýznamnější členy patřil Charles de Rohan-Soubise (1715–1787), známý jako maršál de Soubise, který byl maršálem Francie.
Větev vymřela roku 1807.

### Rohan-Rochefort
Větev odlišující se od ostatních Rohanů podle Rochefort-en-Yvelines v Yvelines, která se oddělila od větve Guémenée v roce 1693.
Jejich hlavními majetky byly Rochefort a Montauban. Z této linie pocházela mimo jiné Charlotte, partnerka vévody d'Enghiena. Roku 1833 adoptoval Jules Armand Louis z větve Rohan-Guémenée (v té době již usazené v Čechách) své dva dospělé synovce Camilla a Benjamina z větve Rohan-Rochefort. Bratři a jejich potomci získali dědictví po obou liniích (linie se nazývá též Rohan-Guémenée-Rochefort) a až do roku 1945 sídlili v Rakousku (zde Camille zřídil fideikomis a zajistil pro hlavu rodu dědičné členství v panské sněmovně Říšské rady).

### Rohan-Choustník

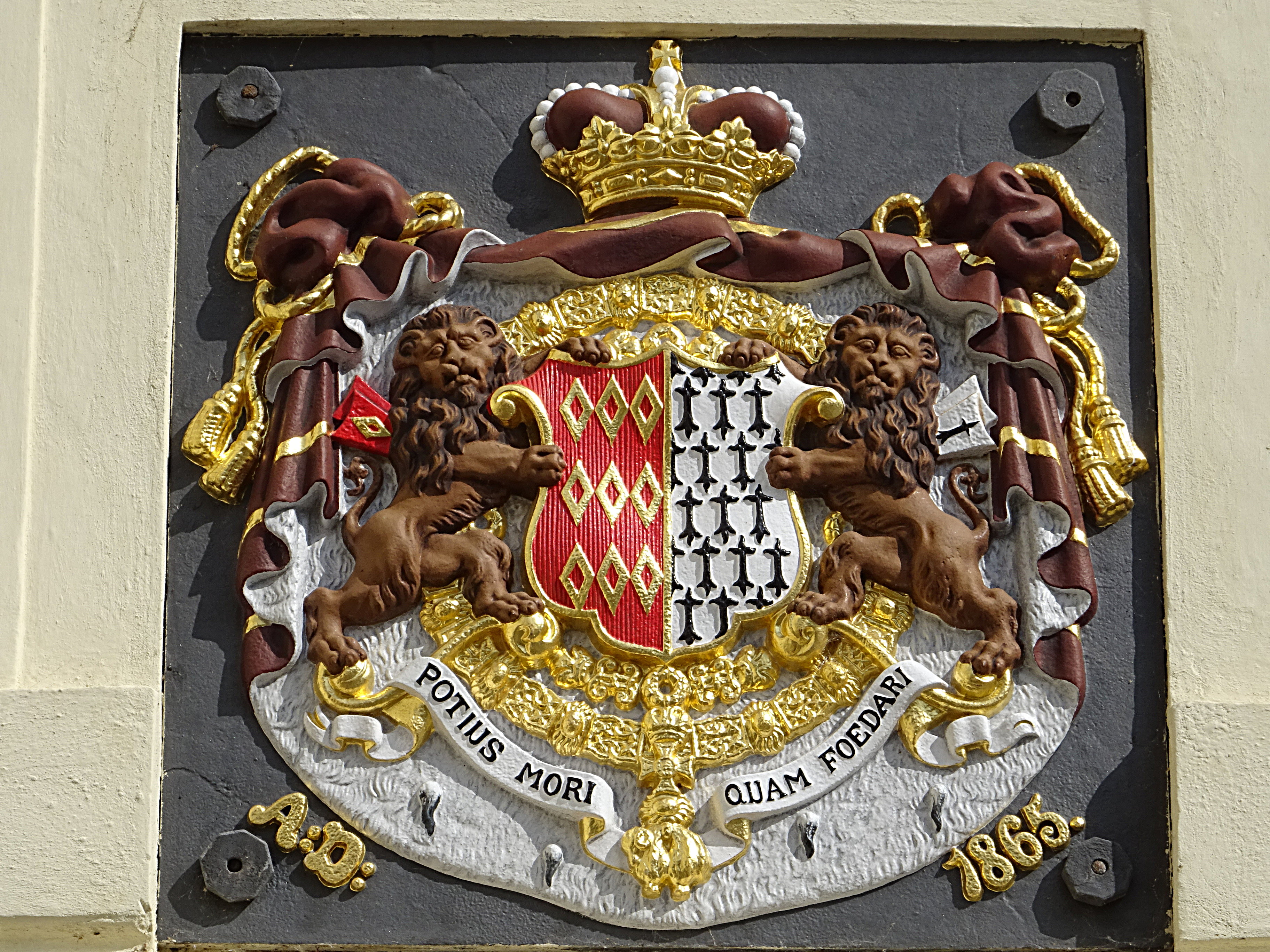
Rohanský erb na zámku Svijany

Po jihočeském Choustníku se označuje větev, která se vydělila od Rohanů v Čechách a jejich postavení bylo upraveno pouze normami platnými pro hlavní (sychrovskou) větev.
Linii založil Louis, mladší syn Benjamina (adoptovaného Rohan-Rochefort-Guémenée). Teprve syn Louise Raoul Benjamin vlastnil Choustník. Na rozdíl od sychrovské větve nebyl této větvi majetek zabaven Benešovými dekrety (ale komunisty po roce 1948), takže jim byl majetek v Česku včetně Choustníku restituován po roce 1990.

## Erb

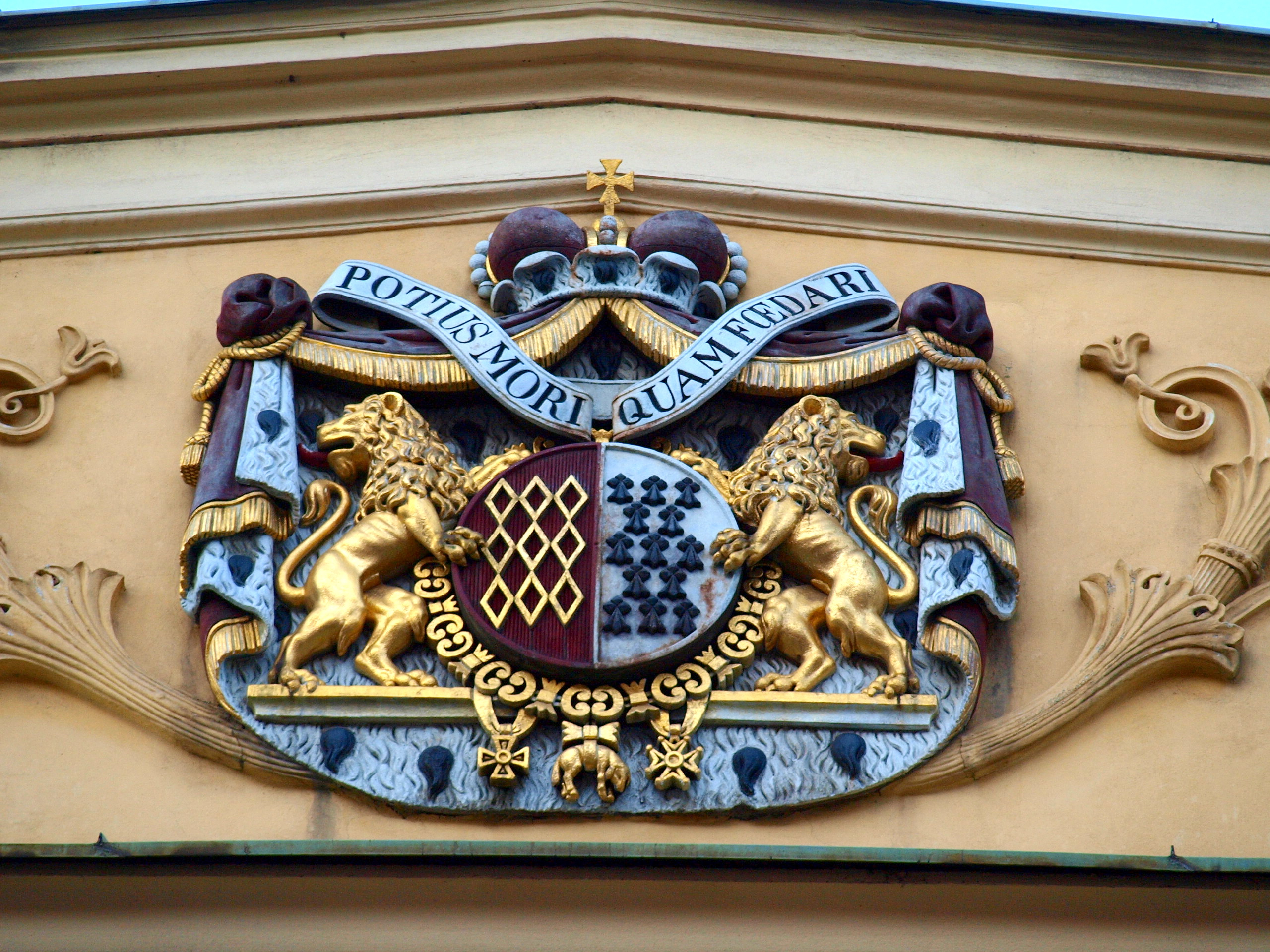
Rohanský erb na Rohanském paláci v Karmelitské ulici v Praze. Velmi se blíží podobě erbu, který byla Rohanům v roce 1808 pro Rakousko uznán (odchyluje se pouze užitím jednoho hesla na místo dvou uznaných)

Rohanský erb byl červený štít se zlatými prázdnými routami (ve starší podobě sedm prázdných rout v postavení 3, 3, 1, novější podoba má devět rout v postavení 3, 3, 3). Tento štít používala hlavní linie, po ní dědická linie Rohanů-Gié, od linie Rohan-Guémenée užívají Rohanové (tedy všechny podnes žijící linie) polcený štít, kde byla pravá polovina červená s devíti routami a levá polovina potažená hermelínovou kůží (jak odkaz na blízký vztah k bretaňským vévodům). V Rakousku byl Rohanům právě tento štít potvrzen (spolu s dvěma lvi jako štítonoši, knížecí korunou a pláštěm). Původně ve Francii se odlišovali jednotlivé linie štítem, na kterém byl polcený rohanský štít položen jako srdeční štítek.
Nejstarší rodové heslo doložené ve výzdobě Josselinu je „A plus“. Později, zřejmě jako důsledek nesplněných nároků na bretaňský knížecí stolec, používali heslo „Roi ne puis, duc ne daigne, Rohan suis“ (Králem nemůžu, vévodou nechci být, jsem Rohan). Důležitou roli hrají hesla zdůrazňující čest a hrdost na svůj původ, používali „Potius mori quam foedari“ (to je vlastně obdoba hesla Bretaně „Plutôt la mort que la souillure“, tedy Raději zemřít nežli být nečestný) a druhé heslo obdobného významu „Macla sine macula“. Hesla „Potius mori quam foedari“ a „Macla sine macula“ byla potvrzena i v rohanském erbu v Rakousku.

## Pohřebiště
Hlavní pohřebiště rodových větví žijících v Čechách byla Rohanská hrobka v Loukově.